# Jaden Slory
Jaden Fernando Slory (Países Bajos, 9 de mayo de 2005) es un futbolista neerlandés que juega como delantero en el F. C. Dordrecht de la Eerste Divisie.

## Trayectoria
Se unió a la Feyenoord Academia en 2013. En 2021 firmó un contrato de tres años con el Feyenoord. Al entrar en el último año de su contrato, consiguió entrenar con el primer equipo del Feyenoord sin llegar a debutar con el primer equipo. A partir del 1 de enero de 2024 fue libre de negociar con otros clubes. Sin embargo, el Feyenoord anunció que firmó un nuevo contrato con ellos en febrero de 2024, lo que le mantendrá en el club hasta 2027. Debutó en el equipo el 29 de febrero de 2024.
El 29 de agosto de 2024 fue cedido por el F. C. Dordrecht.

## Selección nacional
Fue seleccionado para el Campeonato Europeo Sub-17 de la UEFA 2022. Se le calificó de sobresaliente en la clasificación de Países Bajos sub-17 para la final. En 2023 formó parte de la selección sub-18 de Países Bajos que ganó la Copa Confederaciones sub-18.

## Estilo de juego
Se le describe como un extremo derecho con velocidad y tranquilidad de cara a portería.

## Estadísticas

### Clubes
Actualizado al último partido disputado el 1 de noviembre de 2024.
| Club                           | Div.          | Temporada     | Liga  | Liga  | Liga   | Copas nacionales | Copas nacionales | Copas nacionales | Copas internacionales | Copas internacionales | Copas internacionales | Total | Total | Total  |
| Club                           | Div.          | Temporada     | Part. | Goles | Asist. | Part.            | Goles            | Asist.           | Part.                 | Goles                 | Asist.                | Part. | Goles | Asist. |
| ------------------------------ | ------------- | ------------- | ----- | ----- | ------ | ---------------- | ---------------- | ---------------- | --------------------- | --------------------- | --------------------- | ----- | ----- | ------ |
| F. C. Dordrecht · Países Bajos | 2.ª           | 2024-25       | 10    | 4     | 0      | 1                | 0                | 0                | —                     | —                     | —                     | 11    | 4     | 0      |
| F. C. Dordrecht · Países Bajos | Total club    | Total club    | 10    | 4     | 0      | 1                | 0                | 0                | 0                     | 0                     | 0                     | 11    | 4     | 0      |
| Total carrera                  | Total carrera | Total carrera | 10    | 4     | 0      | 1                | 0                | 0                | 0                     | 0                     | 0                     | 11    | 4     | 0      |